# Winter Hill Gang
La Winter Hill Gang è stata un'organizzazione criminale statunitense operante nel Nordest del Paese, composta perlopiù da criminali di origini - complete o parziali - irlandesi, sebbene non mancassero anche membri d'origine non irlandese, come gli italiani.
La banda prese il proprio nome da quello d'un quartiere periferico di Somerville, nel nord del Massachusetts, dove il suo nucleo originario sorse; col passare degli anni, estesasi ormai a tutta l'area metropolitana di Boston, giunse ad esercitare un'influenza fortissima sul variopinto sottobosco criminale del Massachusetts e, in maniera più indiretta, dell'intera regione nordorientale del New England. Tra i membri principali vi erano: James "Whitey" Bulger, Howard "Howie" Winter, James "Buddy" McLean, Stephen "The Rifleman" Flemmi, Kevin "Two Weeks" Weeks e John "Johnny" Martorano.

## Guerre di mafia irlandese
Le prime guerre tra bande avvenute a Boston risalgono agli inizi degli anni sessanta, quando la Winter Hill Gang, all'inizio capeggiata da McLean, si trovò a scontrarsi con celebri bande rivali, come la Killeen Gang, i Fratelli Angiulo e la Mullen Gang.
All'inizio la Winter Hill Gang cooperava con un'altra banda diventata in seguito rivale a causa di un incidente, nel 1961. George McLaughlin, membro della Winter Hill Gang, fu colpito da un agguato a colpi di spranghe ordinato da McLean. Di conseguenza McLaughlin ed i fratelli lasciarono la Winter Hill Gang per unirsi alla Charlestown Mob, con la quale in seguito condussero diverse rivolte contro la Winter Hill Gang. Bernie McLaughlin, fratello di George, tentò di collegare una bomba sotto la macchina di McLean. Nonostante questo tentativo, McLean si salvò e riuscì a sparare fatalmente a Bernie McLaughlin.
Nel 1966 McLean venne ucciso ed il comando della Winter Hill Gang passò a "Whitey" Bulger. Nel 1973, Bulger condusse la Winter Hill Gang al successo in tutta Boston, dove riuscì a sottomettere la Mullen Gang, uccidendo alcuni membri principali, come Spike O'Toole e Paul McGonagle; in seguito riuscì anche ad avere il controllo sulla polizia locale e riuscì ad arricchire sempre di più la banda attraverso lo spaccio di droga.

## Declino
La Winter Hill Gang cominciò a perdere il suo potere all'inizio degli anni '90, quando l'FBI riuscì a interrompere i continui traffici di droga e chiuse tutte le sale di gioco d'azzardo di Bulger. Gli ultimi membri della Winter Hill Gang furono arrestati nel 1999, anno in cui la banda fu definitivamente sciolta. Negli anni 2000 la polizia del Massachusetts ha registrato la presenza di 50 sospetti reduci della banda; si pensa che molti altri che non sono ancora stati riconosciuti siano ancora in attività.

## Membri della Winter Hill Gang

### Boss
- James "Buddy" McLean: 1960-1965 (ucciso nel 1965)
- Howard "Howie" Winter: 1965-1978
- James "Whitey" Bulger: 1978-1995
- Kevin Weeks: 1995-1999
- George "Georgie Boy" Hogan: 2000–2009

### Altri membri
- Stephen "The Rifleman" Flemmi: membro, socio di "Whitey" Bulger;
- Vincent "Jimmy The Bear" Flemmi: membro, fratello di Stephen Flemmi, morto nel 1979;
- Salvatore "Sal" Sperlinga: membro, socio di "Howie" Winter, morto nel 1980;
- George O'Brien: membro, socio di Vincent Flemmi;
- John Martorano: membro, socio di "Whitey" Bulger e Stephen Flemmi, rilasciato nel 2007;
- James "Jimmy" Martorano: membro, fratello di Johnny Martorano;
- Americo "Rico" Sacramone: guardia del corpo di "Buddy" McLean, morto nel 1976;
- Anthony "Tony Blue" D'Agostino: guardia del corpo di "Buddy" McLean;
- Thomas "Tommy" Ballou, Jr.: guardia del corpo di "Buddy" McLean, morto nel 1970;
- Joseph "Joe Mac" McDonald: membro, morto nel 1997;
- Alexander "Bobo" Petricone: membro, soprannominato anche Alex Rocco;
- Russell Nicholson: membro, morto nel 1964;
- James "Jimmy" Simms: membro, rilasciato nel 1986;
- George Kaufman: membro, morto nel 1996;
- William "Billy" Emma: membro;
- John Shea: membro, rilasciato nel 2005;
- Richard Castucci: membro;
- Tommy King: membro socio di Jimmy, ucciso nel 1975;